# QX Водолея
QX Водолея (лат. QX Aquarii) — одиночная переменная звезда в созвездии Водолея на расстоянии (вычисленном из значения параллакса) приблизительно 15313 световых лет (около 4695 парсеков) от Солнца. Видимая звёздная величина звезды — от +13m до +11,9m.

## Характеристики
QX Водолея — жёлто-оранжевая пульсирующая переменная звезда типа W Девы (CWA) спектрального класса K-G. Эффективная температура — около 4947 К.